# Кубинска нощна акула
Кубинската нощна акула (Carcharhinus signatus) е вид хрущялна риба от семейство Сиви акули (Carcharhinidae). Видът е световно застрашен, със статут Уязвим.

## Разпространение
Видът е разпространен в умерените и тропическите води на Атлантическия океан.